# Enduro ecuestre

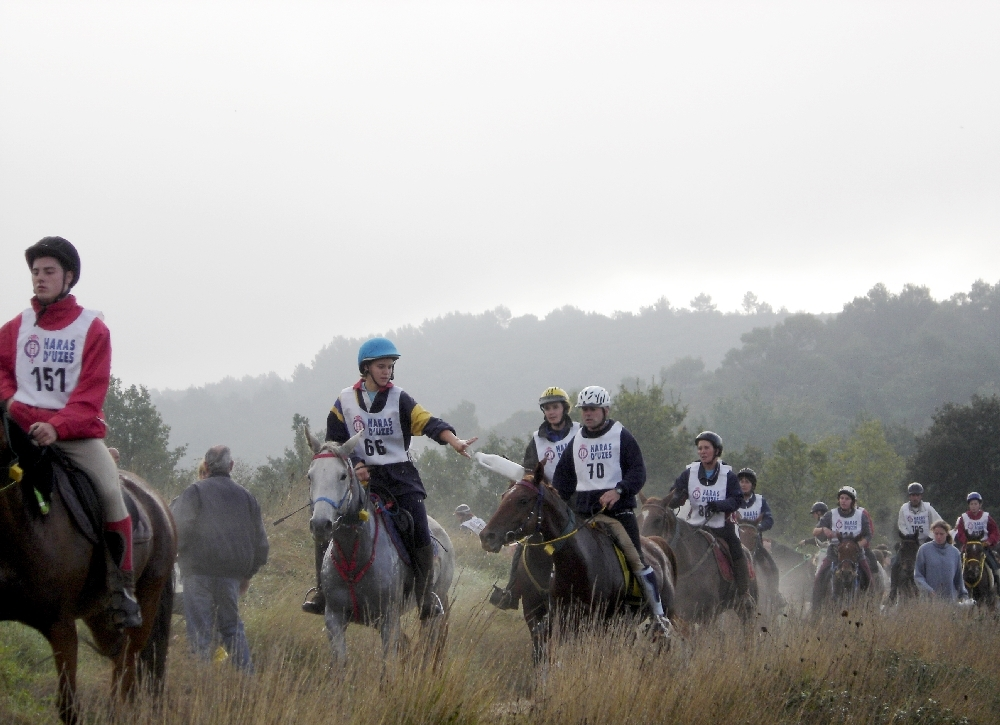
Competición de enduro ecuestre.

El enduro ecuestre, endurance o raid (esta última denominación usual en España y Uruguay) es un deporte ecuestre en el cual se pone a prueba la velocidad, habilidad y la resistencia física y psicológica de caballo y jinete, ya que ambos deben recorrer grandes distancias en un día, a través de los más diversos terrenos y contra el tiempo. Estas pruebas están divididas por fases o etapas y entre ellas hay 20 minutos de descanso, donde se toman las pulsaciones del caballo, para saber si este puede seguir con la prueba o no. Para realizar este tipo de prueba el jinete debe tener la capacidad de dosificar el esfuerzo de su caballo y llevar un ritmo adecuado durante la prueba. Al finalizar una carrera se le toman las pulsaciones al caballo y, si están por encima de lo permitido, el jinete es eliminado.
La competencia consiste en completar un número determinado de etapas o fases con una cantidad de kilómetros preestablecidos. El recorrido es muy variado, con varios tipos de suelo y obstáculos naturales, y al final de cada fase los caballos son inspeccionados por veterinarios, quienes, de no mediar ningún problema médico, darán la autorización para continuar en carrera. Para campeonatos mundiales la distancia a recorrer es de 160 kilómetros, divididos en seis fases, que es completada por los competidores en 12 o más horas.
Las categorías en competencia son: 20 km, 40 km, 60 km, 80 km, 120 km, 130 km y 160 km. Las categorías se determinan con relación a 5 factores: entrenamiento, esfuerzo, distancia, preparación física tanto del caballo como del jinete y experiencia en carrera.

## Comisión veterinaria
En este tipo de competiciones donde los caballos se ven sometidos a un trabajo físico intenso, la presencia de una comisión veterinaria es fundamental para velar por la integridad física de los animales. Son ellos quienes decidirán si el caballo puede seguir en la competición o si debe retirarse de la misma. Su función es proteger la salud de los animales, asistir a aquellos que lo necesiten y comprobar que el caballo posee todas las vacunas obligatorias y el respectivo control veterinario para poder competir.
El control veterinario se lleva a cabo al principio de la competición, durante y tras finalizarla. El examen previo a la competición se lleva a cabo en la cuadra donde se encuentra alojado el animal. Es aquí donde se identifica al animal, se comprueba su cartilla de vacunación y se hace un examen metabólico. A continuación, el animal es trasladado al Vet-Gate, este recinto contiene dos partes, una donde se procederá a comprobar el trote del caballo y otra, donde se realizará el control metabólico. El Vet-Gate debe ser amplio y cómodo debido a la acumulación de los caballos. Consta de varias calles de 35 metros de largo, situadas en un terreno llano de firme duro para que se pueda detectar cualquier anomalía al trotar. Este recinto será usado de la misma forma durante la carrera, pues existen paradas durante la competición que permiten el descanso y recuperación del animal. 